# Albert Leroy David

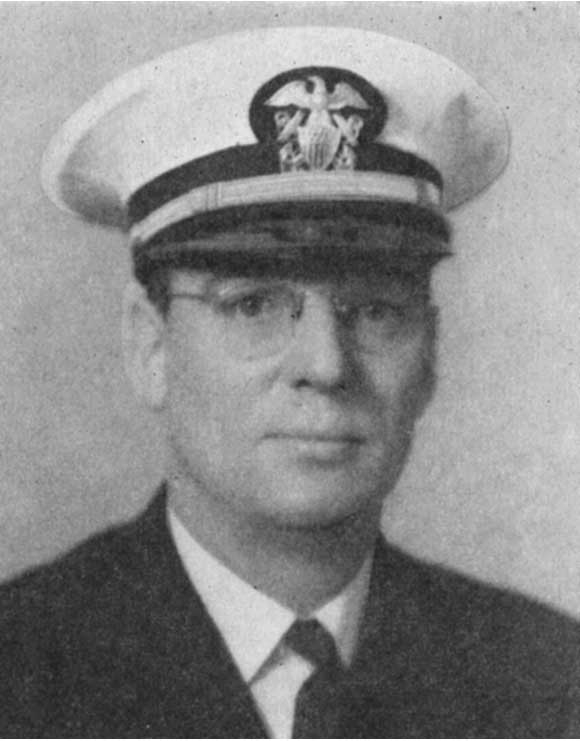
Albert Leroy David

Albert Leroy David (* 18. Juli 1902 in Maryville, Missouri; † 17. September 1945 in Norfolk, Virginia) war ein amerikanischer Marineoffizier. Ihm gelang im Zweiten Weltkrieg mit der Erbeutung des deutschen U-Boots U 505 die erste erfolgreiche Enterung eines feindlichen Kriegsschiffes für die US Navy seit 1815. Dafür wurde er mit der Medal of Honour ausgezeichnet.

## Werdegang

### Ausbildung und Vorkriegszeit
Im September 1919 trat David in Kansas City, Missouri in die US Navy ein, seine Grundausbildung erhielt er an einer Marineschule in San Francisco. Erstverwendet wurde er auf der Arkansas. Im Juli 1921 verpflichtete sich David in Omaha zum zweiten Mal bei der Navy. Diesmal wurde er verwendet auf den Kriegsschiffen Rochester, Preston, Deleware, Utah und Texas. Im Mai 1925 verpflichtete er sich noch auf der Texas zum dritten Mal. Diesmal wurde er auf der Trenton, der Cincinnati und der Salt Lake City verwendet. Am 15. Juni 1931 verpflichtete er sich erneut, diesmal in Philadelphia, und versah Dienst auf der Dobbin, bis er im August 1939 er der amerikanischen Reserveflotte zugeteilt wurde.

### Zweiter Weltkrieg
Bedingt durch den Ausbruch des Zweiten Weltkrieges wurde David bereits im September 1939 zurück in den aktiven Dienst berufen. Im Mai 1942 wurde er zum Warrant Officer ernannt und als Maschinist einer U-Boot-Werft in San Diego zugeteilt, bevor er bereits im Juni desselben Jahres zum Ensign befördert wurde und an einer der University of Wisconsin angeschlossenen Marineschule eine Ausbildung zum Dieselingenieur erhielt. Es folgte eine Verwendung an der Marinebasis in Norfolk. Im Anschluss wurde er nach Orange (Texas) versetzt, wo er als Ingenieur Dienst auf der Pillsbury versah. Im Mai 1943 folgte die Beförderung zum Lieutenant Junior Grade.

### Enterung der U 505

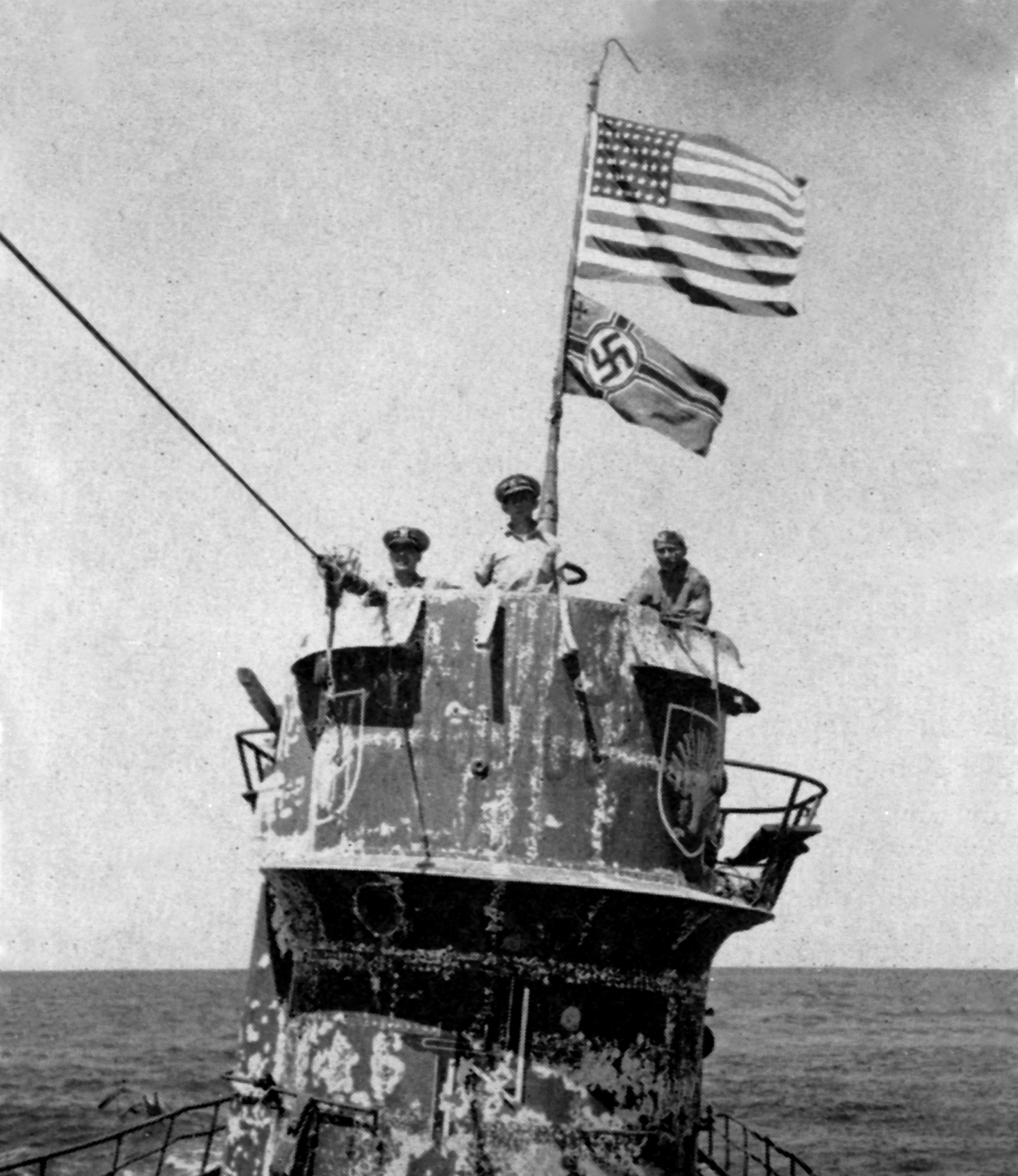
Albert Leroy David (links im Bild) auf dem Turm des erbeuteten U 505

Vor der Küste West-Afrikas wurde am 4. Juni 1944 das deutsche U-Boot U 505 durch den Verband der Guadalcanal, in dem die Pullsbury mitfuhr, unter Mitwirkung von amerikanischen Kampfflugzeugen zum Auftauchen gezwungen. Die U-Boot-Besatzung verließ das schwer beschädigte Boot. Als Führer eines neunköpfigen Prisenkommandos setzte David auf das U-Boot über, bei welchem es bereits zu einem Wassereinbruch gekommen war und auf dem Explosionsgefahr bestand. Es gelang nicht nur, eine Enigma samt Codebüchern und weiteren geheimen Unterlagen zu erbeuten, sondern auch das U-Boot soweit klarzumachen, dass das Boot später zu einer US-amerikanischen Marinebasis auf Bermuda geschleppt werden konnte. Diese Eroberung eines feindlichen Schiffes war die erste für die US Navy seit 1815.

### Weiterer Werdegang und Tod
Im Juli 1944 folgte die Beförderung zum Lieutenant.
Am 17. September 1945 starb David an den Folgen eines Herzinfarkts. Er wurde auf dem Fort Rosecrans National Cemetery in San Diego beigesetzt.

## Auszeichnungen

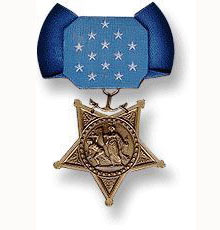
Medal of Honor in der Ausführung für Angehörige der US Navy

Für die Eroberung der U 505 wurde David posthum mit der Medal of Honor, der höchsten militärischen Auszeichnung der amerikanischen Regierung ausgezeichnet. Am 5. Oktober 1945 nahm seine Witwe die Medaille vom amerikanischen Präsidenten Harry S. Truman für ihn entgegen. Es war die Einzige Medal of Honor, die einem Soldaten in der Atlantikschlacht verliehen wurde. Zu seinen Ehren wurde die zwischen 1968 und 2001 im Dienst der US Navy befindliche Fregatte Albert David nach ihm benannt.
Weitere Auszeichnungen:
- Navy Cross
- Navy Good Conduct Medal
- American Defense Service Medal
- European-African-Middle Eastern Campaign Medal
- World War II Victory Medal